# Functional Ecology
Functional Ecology est une revue scientifique à comité de lecture qui traite des aspects physiologique, comportemental et évolutionnaire de l’écologie. La revue s’intéresse aux articles qui étudient le rôle ou la fonction occupée par les organismes dans l’écosystème ainsi qu’aux articles qui ont une approche du sujet expérimentale plutôt que descriptive.
Les articles sont en libre accès 24 mois après leur publication sur le site de l’éditeur.  Pour les régions en développement, la revue est disponible gratuitement selon les ententes AGORA et OARE.
D'après le Journal Citation Reports, le facteur d'impact de ce journal était de 4,546 en 2009. Le directeur de publication est Charles Fox  (Université du Kentucky, États-Unis).